# Lumen
En lumen (symbol lm) er SI-enheden for lysstrøm. Den svarer til den lysstrøm, som en lyskilde med lysstyrken én candela i alle retninger udsender i rumvinklen en steradian.
Ved frekvensen 540 THz, der svarer til grønt lys, er en lm det samme som 1/683 W. Ved andre frekvenser (hvor øjet er mindre følsomt) skal der større effekt til for at nå op på en lm. Se mere under candela.